# Eine Klinik im Untergrund – The Cave
Eine Klinik im Untergrund – The Cave, auch Eine Klinik im Untergrund, ist ein Dokumentarfilm von Feras Fayyad. Produziert wurde er von Kirstine Barfod und Sigrid Dyekjær. Der 2019 erschienene Film wurde 2020 als Bester Dokumentarfilm für den Oscar nominiert und im selben Jahr zweifach mit einem Daytime Emmy Award ausgezeichnet.

## Inhalt
Der Dokumentarfilm zeigt die Situation im Jahr 2018 in einer unterirdischen Klinik im syrischen Bürgerkrieg, die auch bekannt ist als „die Höhle“ (englisch: The Cave). Sie war in einem weitverzweigten Tunnelnetz unter der seit 2013 stark umkämpften Stadt Ost-Ghuta, welches mehrmals täglich von Truppen des Assad-Regimes und der russischen Luftwaffe bombardiert wurde, darunter auch mit chemischen Kampfstoffen.
Fayyad konzentriert sich auf die Ärztinnen Amani Ballour, der von allen Teammitgliedern gewählten Leiterin der Klinik, sowie Samaher und Alaa, die zusammen mit dem Team des Krankenhauses die Folgen der ständigen Luftangriffe mildern wollen. Insbesondere wird die Behandlung verletzter Kinder gezeigt. Dabei leidet das Team unter dem Mangel an medizinischer Ausrüstung und Medikamenten in der seit mehreren Jahren belagerten Stadt, sowie an der Belastung durch die ständigen Einsätze, die Bomben, die auch die Klinik treffen, und die Patienten, die nicht gerettet werden können.
Das Team des Krankenhauses setzt dabei auf Gleichberechtigung, die in der syrischen Gesellschaft außerhalb des Hospitals nicht gelebt werden könnte, und setzt diese auch gegen den gelegentlichen Widerstand der Patienten durch.
Der Film endet damit, dass Ghuta von den verbliebenen Kämpfern geräumt wird, so dass Ballour die Evakuierung einleiten muss und das Team mit den verbliebenen Patienten die Klinik am 18. März 2018 in Bussen verlässt.

## Hintergrund
Drei Mitglieder der Filmcrew starben im Bürgerkrieg.
Das gefilmte Material musste an den Kontrollen der syrischen Regierung vorbei aus Syrien hinausgeschmuggelt werden. Hierzu wurde es auf Dropbox in Syrien hoch- und dann von dort in Dänemark heruntergeladen.
Der Regisseur konnte seinen Film in Ermangelung eines Visums lange nicht auf internationalen Festivals vorstellen, sogar die Teilnahme an der Oscarverleihung war unsicher. Fayyad drohte sogar die Abschiebung aus Dänemark nach Syrien. Diese Probleme konnten unter anderem unter Vermittlung der Oscarveranstalter behoben werden. Unter anderem konnte er die Auszeichnung mit dem Documentary Awards der International Documentary Association in Los Angeles für das Drehbuch zu The Cave nicht persönlich entgegennehmen.